# Schulgeschichte Berlins in der Nachkriegszeit (1945 bis 1961)
Die Schulgeschichte Berlins in der Nachkriegszeit bildet eine besondere Phase, weil von 1945 bis 1949 in Groß-Berlin noch eine gemeinsame Verwaltungseinheit bestand, für das ab 1947 ein gemeinsames Schulgesetz galt. Mit der Teilung 1949 trennten sich die Wege, doch gab es bis zum Mauerbau 1961 eine Reihe von Beziehungen infolge der offenen Grenze. Eine Berliner Besonderheit, die sechsjährige Grundschule, erklärt sich aus dieser Zeit.

## Geschichte

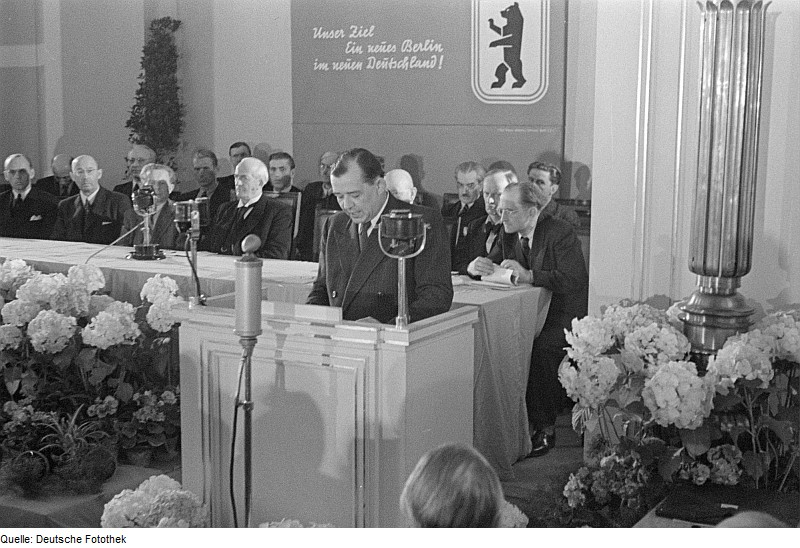
Jubiläumsfeier nach 1 Jahr Berliner Magistrat (1946)

### Anfänge für Groß-Berlin
Nach der deutschen Kapitulation 1945 ging die Regierungsgewalt in Berlin an die Stadtkommandanten der vier Alliierten über. Eines der drängenden Probleme war die Neugestaltung des Schulwesens, zunächst die Wiederaufnahme des Schulbetriebs, den die SMAD bereits für den Juni 1945 mit den „Vorläufigen Richtlinien für die Wiedereröffnung des Schulwesens“ vom 11. Juni 1945 anordnete, worauf aber faktisch nur erste Aufräumarbeiten geschahen. Der wirkliche Schulstart erfolgte nach den Herbstferien 1945, wofür am 15. Oktober erste Übergangslehrpläne für die Volksschulen der Stadt Berlin  ausgegeben wurden. Die verschiedenen politischen Akteure der Besatzungszeit hatten zur Schulpolitik unterschiedliche Konzepte, sowohl die vier alliierten Besatzungsmächte als auch die wieder aktiv werdenden politischen Parteien und Bildungsverbände. Von den ehemals gut 14 000 Berliner Lehrkräften wurden alle ehemaligen Mitglieder der NSDAP, insgesamt 2.474, aus dem Schuldienst entfernt. In den Dienst zurück kehrten nur 2663 Lehrkräfte (Zahlen aus dem Jahresbericht des Magistrats 1946), sodass neue Kräfte schnell eingestellt werden mussten, die die notwendigen Kenntnisse nebenbei zu erwerben hatten. In der SBZ wurden sie Neulehrer genannt. Der Berliner Magistrat erließ die Verordnung über Schulaufsicht und Schulverwaltung vom 27. August 1945, die dem Schulleben durch Vorgaben wieder eine Struktur gab, allerdings auch wieder ein Schulgeld für die höheren Schulen festlegte und auch an den traditionellen Amtsbezeichnungen festhielt. Formal hatte Otto Winzer (KPD/SED) das Ressort Volksbildung inne, den nach den für die SED ungünstigen Wahlen 1946 Siegfried Nestriepke (SPD) ablöste. Ihm folgte nach dessen Absetzung durch die Alliierten Walter May (SPD), der das Berliner Schulgesetz durchsetzte.
Als erste politische Partei wurde die KPD durch die SMAD wieder zugelassen und engagierte sich für eine sozialistische Bildungspolitik. Eine wichtige Station war die Döbelner Konferenz am 19. August 1945, die für Sachsen ein Schulprogramm beschloss, das die kommunistische Bildungspolitik für die SBZ festlegte. Die fünf Länder der SBZ erließen im Juli/August 1946 das Gesetz zur Demokratisierung der deutschen Schule. Zu diesem Zeitpunkt bestand bereits die SED außer in West-Berlin. Vom Alliierten Kontrollrat wurde 1947 die Direktive Nr. 54 für ganz Deutschland erlassen, die ein schulgeldfreies Gesamtschulsystem und eine Demokratisierung des Schullebens vorsah. In Berlin wurde nach politischen Verhandlungen vor allem zwischen SED und SPD durch die Stadtverordnetenversammlung von Groß-Berlin am 13. November 1947 das Berliner Schulgesetz verabschiedet. Die SED bestand auf einer zwölfjährigen Einheitsschule mit einer gemeinsamen achtjährigen Grundschule und einer Kombination von Kern- und Kursunterricht im 7. und 8. Schuljahr. Die SPD plädierte für eine nur sechsjährige Grundschule mit erleichterten Übergangsmöglichkeiten aufs Gymnasium in den beiden Folgejahrgängen. Die CDU plädierte ohne Erfolg für eine sechsjährige Grundschule, die Zulassung von Privatschulen und Latein als mögliche 1. Fremdsprache. Nach großem Widerstand der Berliner Lehrerschaft, die auch die Zulassung von Privatschulen und den Religionsunterricht in staatlichen Schulen ablehnte, entsprach das Schulgesetz noch weitgehend dem SED-Konzept. Diesem Gesetz stimmten die vier Alliierten im Mai 1948 in ihrer letzten gemeinsamen Beratung mit geringfügigen Änderungen zu. Die Lehrerbildung sollte für alle Lehrämter an wissenschaftlichen Hochschulen erfolgen, ohne dass nur Gymnasiallehrer exklusiv an Universitäten studierten.

### Entwicklung in West-Berlin

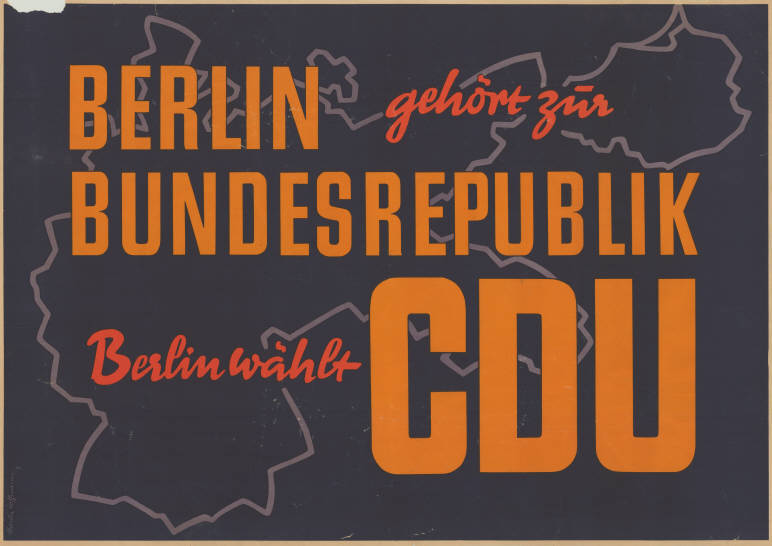
CDU für enge Bindung Westberlins zur BRD (1950)

Mit der Berlin-Blockade 1948 und der deutschen Teilung 1949 waren Lösungen für Gesamt-Berlin kein Ziel mehr, sondern in beiden Teilen der Stadt wurde getrennt gehandelt. In West-Berlin kämpfte vor allem die CDU gegen die Einheitsschule und für die Einführung des Religionsunterrichts. Ihre Kampagnen diffamierten die Einheitsschule als Einrichtung zur kommunistischen Gleichmacherei, bei den Wahlen 1950 verlor die SPD durch einen dramatischen Verlust von fast 20 % ihre absolute Mehrheit. Von nun an war die Angleichung an die westdeutschen Entwicklungen die Richtschnur, auch wenn der Status eines Bundeslandes nicht bestand.
In den folgenden Koalitionsvereinbarungen stimmte die SPD Änderungen des Westberliner Schulsystems zu, die in der 1. Änderungsnovelle 1951 zum Schulgesetz und vor allem in der 3. Durchführungsverordnung zum Schulgesetz (3. DfVO) im selben Jahr beschlossen wurden. Sie akzeptierte eine nur noch sechsjährige gemeinsame Grundschule mit nachfolgender sechsjähriger Oberschule mit drei traditionellen Zweigen („Oberschule praktischen Zweiges“ OPZ, technisch OTZ, wissenschaftlich OWZ; Bezeichnungen bis 1966 gültig), die dem westdeutschen dreigliedrigen Schulsystem entsprachen. Religionsunterricht wurde wieder gestattet. Auch wurden altsprachliche Gymnasien ab Klasse 5 in einigen eher bürgerlichen Berliner Bezirken (Gymnasium Steglitz, Arndt-Gymnasium Dahlem, Goethe-Gymnasium Wilmersdorf, Schadow-Gymnasium Zehlendorf) eingerichtet, um Westberliner Kinder gegenüber Westdeutschland nicht in der Hochschulqualifikation zu benachteiligen. Der zweite Berufsschultag wurde gestrichen. Der Begriff Einheitsschule stand nicht mehr im neuen Schulgesetz, die SPD verzichtete auf die Besetzung des Bildungssenators: Anfang 1951 wurde Joachim Tiburtius (CDU) zum Senator für Volksbildung in Berlin gewählt. Bis 1963 leitete er dieses Ressort unter den regierenden Berliner Bürgermeistern Ernst Reuter (SPD), Walther Schreiber (CDU), Otto Suhr (SPD) und Willy Brandt (SPD). Der Berliner Senator nahm an den Sitzungen der bundesdeutschen KMK teil und folgte deren Vorgaben, so der Vereinbarung über das Privatschulwesen vom 10./11. August 1951. Auch das Universitätsstudium der Gymnasiallehrer blieb bestehen, während die Grund- und übrigen Oberschullehrer in kürzerer Studienzeit an der Pädagogischen Hochschule Berlin auszubilden waren, die sich nach der Spaltung 1948 in Berlin-Lankwitz etabliert hatte. Ausnahmeregelungen gab es für die 37./38. Schule, die 1956 in Fritz-Karsen-Schule umbenannt wurde und die einzige Einheitsschule blieb. Die ehemalige Karl-Marx-Schule, die Fritz Karsen geleitet hatte, wurde zum Ernst-Abbe-Gymnasium. Erst die Walter-Gropius-Schule richtete 1968 wieder eine Integrierte Gesamtschule ein, ebenfalls im alten Arbeiterbezirk Neukölln.

### Entwicklung in Ost-Berlin und Ostschüler im Westen

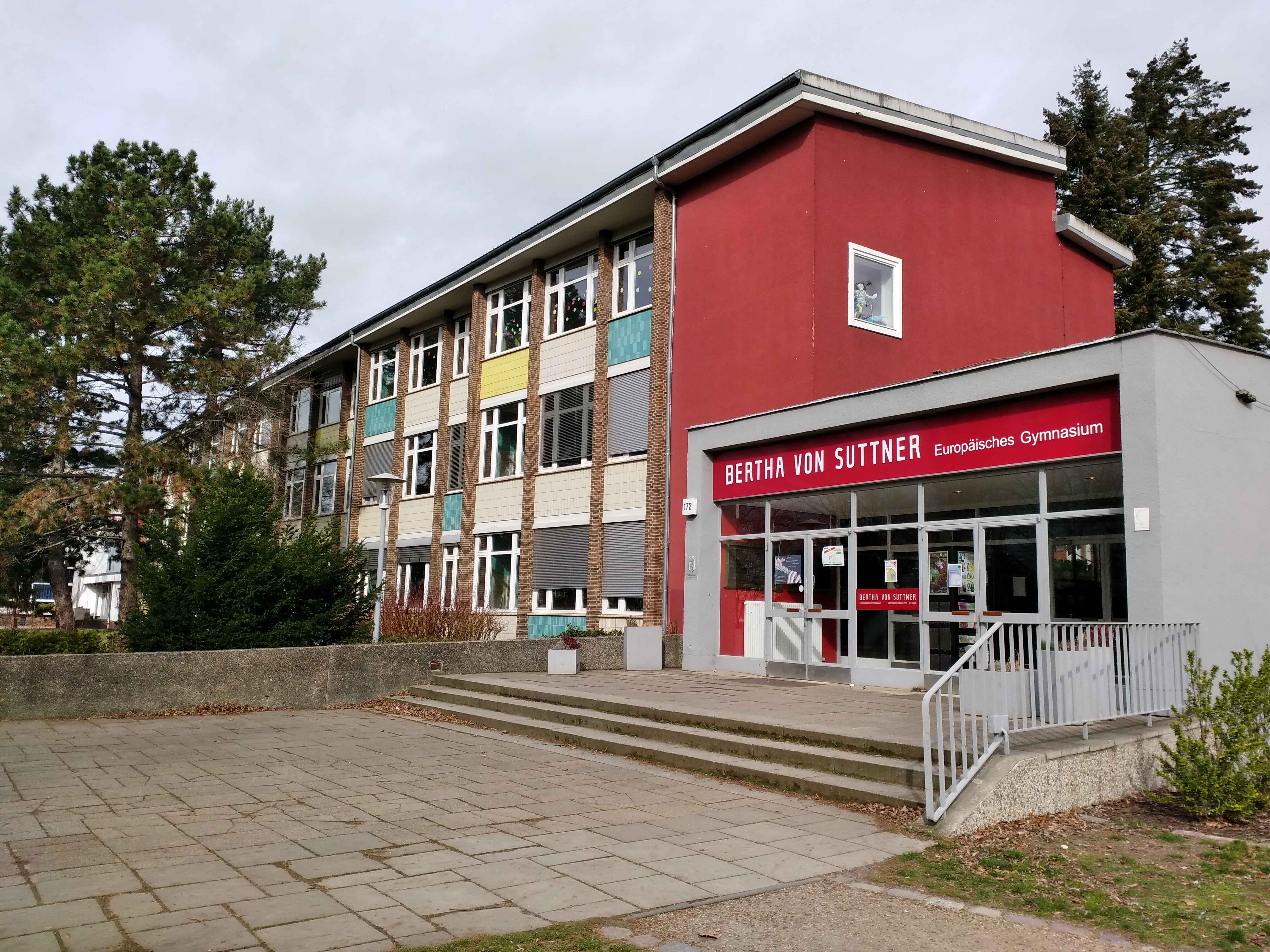
Bertha-von-Suttner-Oberschule (heute Gymnasium) in Reinickendorf

Das Ostberliner Schulsystem, für das formal noch das Berliner Schulgesetz von 1947 galt, wurde endgültig bis 1959 in das Bildungssystem der DDR eingefügt, das seit 1946 durch das Gesetz zur Demokratisierung der deutschen Schule bestimmt wurde. Durch die ständigen Fluchten auch vieler Schulkinder in den Westteil ergaben sich immer wieder große Abstimmungsprobleme, um die unterschiedlichen Laufbahnen und Fächer (Russischunterricht im Osten) weiterzuführen. Auch gab es „Ostschüler“, die regulär eine Westberliner Schule besuchten, z. B. in Reinickendorf. Ihre Zahl lag bei mehreren hundert, oft durften diese Schüler im Osten aus politischen oder sozialen Gründen kein Abitur ablegen. Sie wurden im Westen zwar als Fremdkörper mit kostspieliger Unterbringung und zusätzlichem Lehrerbedarf wahrgenommen, galten aber als politisch wichtig; für die Ostberliner Verwaltung waren sie dagegen ideologische Gefahrenträger. Dies erledigte sich weitgehend erst 1961 mit dem Mauerbau.

## Einzelbelege
1. ↑  Text bei Klaus Mancke (2016), S. 28.
2. ↑  Text bei Mancke (2016), S. 30. Die Grundlage bot der Bericht der US-amerikanischen Zook-Kommission (1946).
3. ↑  Klaus Mancke: Die Einheitsschule nach dem Kriegsende in Berlin. 2016, ISBN 978-3-925702-22-8 (klaus-mancke.de [PDF]).
4. ↑  Dania Anikke Dittgen: West-Berliner Lehrerinnen zwischen Kontinuität und Neuanfang: Weibliche Berufstätigkeit an wissenschaftlichen Oberschulen in den 1950er Jahren. Logos Verlag Berlin GmbH, 2016, ISBN 978-3-8325-4184-2 (google.de [abgerufen am 6. Dezember 2020]).
5. ↑  WESTBERLIN / SCHULE : Russisch als Pflichtfach - Der Spiegel 47/1954. Abgerufen am 6. Dezember 2020.
6. ↑  Quellen für die Schule 8: 1956: Sechzehn Abiturienten fliehen nach West-Berlin. Abgerufen am 5. Dezember 2020.
7. ↑  Jannik Kremer, Maximilian Rüffer: „Eine Waffe gegen die Sowjetisierung wertvoller Menschen“ — Analyse von Planung und Wirklichkeit einer politischen Nachbarschaftsmaßnahme des West-Berliner Senats am Beispiel der Bertha-von‐Suttner-Oberschule. In: Bertha-von‐Suttner-Oberschule (Hrsg.): Geschichtswettbewerb des Bundespräsidenten. Berlin 2013 (bertha-von-suttner.de [PDF]).